# Owe Adamsson
Owe Adamsson (oder Owe Adamson) (* 8. März 1935 in Mariestad; † 1. August 2023 in Örebro) war ein schwedischer Radrennfahrer und nationaler Meister im Radsport.

## Sportliche Laufbahn
Adamsson (vollständig Per Owe Adamsson) war im Straßenradsport aktiv. Er hatte seinen ersten größeren Erfolg mit dem Gewinn einer Etappe in der schwedischen Sechstage-Rundfahrt (Sex-Dagars) 1956, die er auf dem 6. Platz des Gesamtklassements beendete. 1957 wurde er Zweiter des ältesten und längsten (mehr als 300 Kilometer langen) Eintagesrennens in Schweden, der Mälaren Runt hinter seinem Landsmann Gunnar Wilhelm Göransson. 1959 wurde er schwedischer Meister im Straßenrennen und konnte den Titel von 1960 bis 1962 verteidigen.
Nachdem er 1960 die Nordische Meisterschaft im Mannschaftszeitfahren mit Sune Hansson, Herbert Dahlbom und Oswald Johansson (wie später 1962 nochmal) gewonnen hatte, wurde er als Teilnehmer der Olympischen Sommerspiele in Rom nominiert. Im olympischen Straßenrennen wurde er beim Sieg von Wiktor Kapitonow als 73. klassiert, im Mannschaftszeitfahren wurde er mit dem schwedischen Vierer Fünfter.
Adamsson bestritt eine Reihe von Amateur-Landesrundfahrten, wobei Etappensiege im britischen Milk-Race, der Tunesien-Rundfahrt und der Schweden-Rundfahrt erringen konnte. Seine besten Platzierungen im Gesamtklassement bei Rundfahrten war der zweite Platz in der Schweden-Rundfahrt 1961 hinter Herbert Dahlbom und der dritte Rang in der Tunesien-Rundfahrt (Sieger Jean-Claude Lebaube), ebenfalls 1961. 1962 wurde er Zweiter der Berlin-Rundfahrt. Die Internationale Friedensfahrt fuhr er 1961, schied aber aus. 1958, 1961 und 1962 siegte er im Skandisloppet, dem ältesten schwedischen Eintagesrennen.

## Berufliches
Adamsson absolvierte eine Ausbildung zum Grafiker. Er war als Reklamezeichner tätig.

## Familiäres
Zwei seiner Söhne wurden ebenfalls Radrennfahrer, Anders Adamsson war Teilnehmer der Olympischen Sommerspiele 1980 und später Profi, auch sein Sohn Stefan Adamsson wurde Radrennfahrer.